# Aphyosemion wuendschi
Aphyosemion wuendschi är en fiskart som beskrevs av Alfred C. Radda och Pürzl, 1985. Aphyosemion wuendschi ingår i släktet Aphyosemion och familjen Nothobranchiidae. IUCN kategoriserar arten globalt som otillräckligt studerad. Inga underarter finns listade i Catalogue of Life.